# Bourg-l'Évêque
Bourg-l'Évêque és un municipi francès situat al departament de Maine i Loira i a la regió de País del Loira. L'any 2007 tenia 212 habitants.

## Demografia

### Població
El 2007 la població de fet de Bourg-l'Évêque era de 212 persones. Hi havia 88 famílies de les quals 28 eren unipersonals (16 homes vivint sols i 12 dones vivint soles), 28 parelles sense fills, 28 parelles amb fills i 4 famílies monoparentals amb fills.
La població ha evolucionat segons el següent gràfic:
Habitants censats

### Habitatges
El 2007 hi havia 113 habitatges, 91 eren l'habitatge principal de la família, 11 eren segones residències i 11 estaven desocupats. 109 eren cases i 3 eren apartaments. Dels 91 habitatges principals, 79 estaven ocupats pels seus propietaris, 10 estaven llogats i ocupats pels llogaters i 2 estaven cedits a títol gratuït; 9 tenien dues cambres, 14 en tenien tres, 21 en tenien quatre i 48 en tenien cinc o més. 67 habitatges disposaven pel capbaix d'una plaça de pàrquing. A 35 habitatges hi havia un automòbil i a 42 n'hi havia dos o més.

### Piràmide de població
La piràmide de població per edats i sexe el 2009 era:
| Homes | Edats   | Dones |
| ----- | ------- | ----- |
| 0     | 95 o +  | 0     |
| 0     | 90 a 94 | 0     |
| 0     | 85 a 89 | 8     |
| 4     | 80 a 84 | 4     |
| 4     | 75 a 79 | 12    |
| 4     | 70 a 74 | 4     |
| 8     | 65 a 69 | 4     |
| 8     | 60 a 64 | 4     |
| 4     | 55 a 59 | 8     |
| 12    | 50 a 54 | 0     |
| 0     | 45 a 49 | 8     |
| 4     | 40 a 44 | 8     |
| 8     | 35 a 39 | 0     |
| 8     | 30 a 34 | 12    |
| 16    | 25 a 29 | 8     |
| 0     | 20 a 24 | 8     |
| 12    | 15 a 19 | 4     |
| 8     | 10 a 14 | 8     |
| 12    | 5 a 9   | 4     |
| 4     | 0 a 4   | 4     |

## Economia
El 2007 la població en edat de treballar era de 132 persones, 103 eren actives i 29 eren inactives. De les 103 persones actives 97 estaven ocupades (51 homes i 46 dones) i 6 estaven aturades (3 homes i 3 dones). De les 29 persones inactives 13 estaven jubilades, 5 estaven estudiant i 11 estaven classificades com a «altres inactius».

### Ingressos
El 2009 a Bourg-l'Évêque hi havia 96 unitats fiscals que integraven 222 persones, la mediana anual d'ingressos fiscals per persona era de 15.736 €.

### Activitats econòmiques
Dels 3 establiments que hi havia el 2007, 2 eren d'empreses de fabricació d'altres productes industrials i 1 d'una empresa de comerç i reparació d'automòbils.
L'any 2000 a Bourg-l'Évêque hi havia 9 explotacions agrícoles que ocupaven un total de 275 hectàrees.

## Equipaments sanitaris i escolars
El 2009 hi havia una escola elemental integrada dins d'un grup escolar amb les comunes properes formant una escola dispersa.

## Poblacions més properes
El següent diagrama mostra les poblacions més properes.